# 14372 Paulgerhardt
A 14372 Paulgerhardt (ideiglenes jelöléssel 1989 AD6) a Naprendszer kisbolygóövében található aszteroida. Freimut Börngen fedezte fel 1989. január 9-én.
Nevét Paul Gerhardt (1607 – 1676) német evangélikus lelkész, költő után kapta.